# Charlie Storm
Charles Johan (Charlie) Storm, född 12 oktober 1969 i Göteborg, är en svensk musiker, musikproducent och ljudtekniker som driver studion Cloudchamber på Hisingen i Göteborg.
1997 blev Storm medlem i gruppen Blue For Two. Han medverkade på skivan Moments  och på den efterföljande turnén. 2001 blev han medlem i den återbildade new wave-gruppen Strasse. Med Strasse släppte han skivorna Transylvanian Flower (2005) och Half Past Animal (2009). 
2014 bildade han gruppen Exit North tillsammans med Steve Jansen, Thomas Feiner och Ulf Jansson. Exit North släppte sin debutskiva "Book of Romance and Dust" i oktober 2018, och gjorde ett par spelningar i Tokyo året därpå.. 2023 släppte kvartetten sitt andra album "Anyway, Still", och gjorde sin första spelning i Europa på Stora Teatern 16 maj samma år.
Som musikproducent, ljudtekniker och musiker har Storm arbetat med bland andra Staffan Hellstrand , In Flames, The Ungrateful, At the Gates, Roxette,, The Haunted, The April Tears, Dimmu Borgir, Mary Beats Jane, Yvonne, Ronderlin, The Turpentines, Surferosa , Lustans Lakejer , Ignore the Elephant , Jävlaranamma, Mando Diao, David Urwitz, Håkan Hellström, Hurula, Lars Malmros, Dapony Bros, Anna Öberg, Isildurs Bane, Henrik Berggren, Easy, Arvidson & Butterflies och Ola Salo..